# Cantón de Locminé
El cantón de Locminé era una división administrativa francesa, que estaba situada en el departamento de Morbihan y la región de Bretaña.

## Composición
El cantón estaba formado por ocho comunas:
- La Chapelle-Neuve
- Locminé
- Moréac
- Moustoir-Ac
- Moustoir-Remungol
- Naizin
- Plumelin
- Remungol

## Supresión del cantón de Locminé
En aplicación del Decreto nº 2014-215 de 21 de febrero de 2014, el cantón de Locminé fue suprimido el 22 de marzo de 2015 y sus 8 comunas pasaron a formar parte; siete del nuevo cantón de Grand-Champ y una del nuevo cantón de Moréac.